# Atlas Copco
Pour les articles homonymes, voir Atlas.
 (janvier 2014).
Atlas Copco est un groupe industriel suédois présent dans : l'air comprimé et les compresseurs industriels, les matériaux de construction, les outils industriels et les systèmes d'assemblage et d'enlèvement de matières pneumatiques, et électriques.

## Histoire
Le 21 février 1873,  création de la société AB Atlas par Edvard Fränkel financé, entre autres par A.O Wallenberg. En 1873, AB Atlas acquiert Ekbergs Soner, un fabricant de wagon de chemin de fer. En 1890, à la suite d'importantes difficultés financières, AB Atlas est restructurée par A.O. Wallenberg, son fils et la Enskida Banken. En 1898, AB Atlas acquiert les droits auprès de Rudolf Diesel de produire son moteur, et crée pour ce faire la filiale AB Diesel Motorer'. En 1901, la production du premier outils pneumatique est officiellement lancée. Il s'agit d'un marteau riveteur pneumatique conçu au départ pour une utilisation interne. En 1905, lancement de la production du premier compresseur mobile. En 1911, AB Atlas se désengage de la production de wagon de chemin de fer pour se concentrer sur celle des compresseurs et des produits associés. En 1917, AB Atlas change de nom pour s'appeler AB Atlas Diesel et cesse la production de machines à vapeur.
En 1920, l'activité compresseur d'AB Atlas Diesel souffre d'une important baisse d'activité due à une chute de la demande liée à la fin de la Première Guerre mondiale. L'entreprise se recentre alors sur la production de moteur diesel. En 1924, AB Atlas déménage à Sickla (Nacka), et vend certains de ses actifs pour améliorer ses liquidités. 
En 1948, AB Atlas Diesel vend son activité diesel pour se concentrer sur l'air comprimé. En 1956, AB Atlas change de nom pour prendre son nom actuel, Atlas Copco. L'acronyme Copco vient de la contraction du nom belge Compagnie Pneumatique Commerciale. Atlas Copco acquiert alors Arpic Engineering NV.
En 1968, Atlas Copco est scindée en trois entités de production : Atlas Copco Mining & Construction Technique (CMT), Atlas Copco Airpower et Atlas Copco Tools; En 1972, Atlas Copco CMT lance sa première foreuse à percussion hydraulique, COP1038. En 1975, Atlas Copco achète la majorité de Berema, connue alors pour ses solutions de forage. En 1976, Les compresseurs de petit gabarit rejoignent l'offre Atlas Copco grâce à l'acquisition de l’entreprise française Mauguière.
En 1992, Le groupe Acquiert AEG Power Tools. En 2004, le groupe acquiert la division forage d'Ingersoll Rand.  En 2010, Atlas Copco acquiert Quincy Compressor. En 2011, Atlas Copco acquiert SCA Schucker et ses procédés d'assemblage par collage. En 2013, Atlas Copco annonce l'acquisition d'Edwards Group, leader de rang mondial dans le domaine des solutions de création de vide. En 2013, Atlas Copco annonce l'acquisition du groupe Synatec (Leinfelden-Echterdingen, Allemagne), un leader dans les domaines de l'assurance qualité et des process de production. En 2014, Atlas Copco finalise l'acquisition du groupe Edwards. En 2016, Atlas Copco finalise l'acquisition du groupe FIAC et du groupe CSK.
En août 2018, Atlas Copco annonce l'acquisition des activités cryogéniques de Brooks Automation pour 675 millions de dollars.
En février 2020, Atlas Copco annonce l'acquisition pour 1,09 milliard d'euros d'Isra Vision.
En septembre 2020, Atlas Copco annonce l'acquisition de Perceptron pour 69 millions d'euros.

## Produits
Le groupe est organisé en quatre secteurs d'activité :
- Compresseurs Industriels : Compressor Technique
- Solutions de vide :  Vacuum Technique
- Outillage industriel : Industrial Technique
- Construction : Power Technique.

En 2016, son chiffre d'affaires s'est élevé à environ 9 milliards d'euros. Le Groupe emploie près de 34 000 personnes dans le monde. Il dispose de sites de production dans 20 pays, tandis que ses réseaux de vente et de services couvrent plus de 180 pays.

## Atlascopcosaurus
La société a laissé son nom à un genre de dinosaure, l'atlascopcosaurus dont le fossile a été découvert en 1984 dans une falaise en bord de mer à Dinosaur Cove en Australie, la société ayant mis à disposition son matériel permettant de creuser.